# 田坂広志
田坂 広志（たさか ひろし、1951年4月17日- ）は、日本の技術者、経営学者（社会起業家論）。学位は工学博士（東京大学・1981年）。多摩大学名誉教授・大学院経営情報学研究科特任教授、グロービス経営大学院大学特別顧問・経営研究科特任教授、株式会社日本総合研究所フェロー、シンクタンク「ソフィアバンク」代表、田坂塾（任意団体）塾長、社会起業家フォーラム代表、社会起業大学株式会社“名誉学長”。
三菱金属株式会社原子力事業部での勤務を経て、株式会社日本総合研究所取締役、多摩大学経営情報学部教授、多摩大学大学院経営情報学研究科教授、内閣官房参与などを歴任した。

## 概要
愛媛県生まれの起業家であり、社会起業家論を専攻する経営学者でもある。東京大学大学院修了後、三菱金属に入社し原子力事業に携わった。日本総合研究所に転じ、技術研究部や事業企画部の部長を経て、取締役を務めた。後進の育成にあたり、私塾の田坂塾を主宰するとともに、多摩大学の経営情報学部や大学院の経営情報学研究科で教えた。東北地方太平洋沖地震によって引き起こされた東日本大震災と福島第一原子力発電所事故を機に、菅直人内閣で内閣官房参与に就任した。

## 来歴

### 生い立ち
1951年（昭和26年）生まれ。愛媛県で育ち、東京都に転居。1964年（昭和39年）、千代田区立番町小学校を卒業。1967年（昭和42年）、千代田区立麹町中学校卒業。1970年（昭和45年）、東京教育大学附属高等学校（現・筑波大学附属高等学校）卒業。
1974年（昭和49年）、東京大学工学部原子力工学科卒業。東京大学医学部にて研究生となり、放射線健康管理学教室に在籍した後、東京大学大学院工学系研究科進学。博士論文は「放射性廃棄物陸地処分の安全評価に関する研究」 。1981年（昭和56年）、東京大学大学院博士課程修了、工学博士取得。

### 実業界にて
大学院修了後、1981年（昭和56年）、三菱金属入社。原子力事業部に配属され、高レベル放射性廃棄物の処理・処分プロジェクトなどに従事した。また、1987年（昭和62年）よりバテル記念研究所の客員研究員とパシフィック・ノースウェスト国立研究所の客員研究員も兼任し、アメリカ合衆国に転居して技術開発に携わった。
1990年（平成2年）、日本総合研究所の起ち上げに参画した。「産業インキュベーション」のビジョンと戦略を掲げ、10年間に民間企業702社とともに20のコンソーシアムを設立し、民間主導による新産業創造に取り組む。技術研究部や事業企画部の部長を経て、取締役に就任し、創発戦略センターの所長なども務めた。のちに、日本総合研究所のフェローとなった。また、1999年（平成11年）より、ニューイングランド複雑系研究所の研究員も兼任した。

### 学界にて
2000年（平成12年）、田村学園が設置・運営する多摩大学に転じ、教授に就任した。経営情報学部においては「経営情報論」「経営実務」などの講義を担当した。また、大学院の経営情報学研究科においては、社会起業家論を講じた。2001年（平成13年）、経営情報学部の教授を1年で退任し、以降は大学院の講義に専念することになった。2019年（平成31年）3月、定年を迎え多摩大学の教授を退任した。定年退職後、多摩大学より名誉教授の称号が贈られた。また、定年により教授を退いたが、引き続き特任教授として経営情報学研究科で教鞭を執っている。さらに、グロービス経営大学院が設置・運営するグロービス経営大学院大学にて特別顧問に就任するとともに、経営研究科の特任教授に就任した。
また、その傍ら、2000年（平成12年）に「シンクタンク・ソフィアバンク」を設立し、その代表に就任した。2003年（平成15年）には「社会起業家フォーラム」を設立し、その代表に就任した。2013年（平成25年）には「田坂塾」を設立した。また、2009年（平成21年）には、経営塾・起業塾を運営する株式会社である「社会起業大学」にて名誉学長となった。なお、2011年（平成23年）の東北地方太平洋沖地震によって引き起こされた東日本大震災と福島第一原子力発電所事故を機に、内閣官房参与に就任し、原発事故対策、原子力行政改革、原子力政策転換などに取り組む。

## 研究
放射性廃棄物に関する研究で博士号を取得し、もともとは原子力工学を専門とする技術者、研究者である。三菱マテリアルでも原子力事業に携わっていたが、その後、日本総合研究所を経て社会起業家論を専攻する経営学者となった。ITに関した起業論に詳しく、経済産業省幹部との共著もある。心理学や宗教・哲学にも造詣があり、河合隼雄、中沢新一、小林康夫らとの共著がある。
2008年（平成20年）より、「ダボス会議」を主催する世界経済フォーラムにて、グローバル・アジェンダ・カウンシルのメンバーを務めている。また、2009年（平成21年）より、「TEDカンファレンス」を主催するTEDのメンバーを務めている。
宇宙の量子真空の中に宇宙すべての出来事のすべての情報が『記録』されている『ゼロ・ポイント・フィールド』という場所があるという仮説を立てている。

## 略歴
- 1951年 - 誕生[1]。
- 1964年 - 千代田区立番町小学校卒業。
- 1967年 - 千代田区立麹町中学校卒業。
- 1970年 - 東京教育大学附属高等学校卒業。
- 1974年 - 東京大学工学部卒業。
- 1974年 - 東京大学医学部研究生。
- 1981年 - 東京大学大学院工学系研究科博士課程修了。
- 1981年 - 三菱金属入社。
- 1987年 - バテル記念研究所客員研究員[1]。
- 1987年 - パシフィック・ノースウェスト国立研究所客員研究員[1]。
- 1990年 - 日本総合研究所入社。
- 1999年 - ニューイングランド複雑系研究所研究員[3]。
- 2000年 - 多摩大学経営情報学部教授。
- 2000年 - シンクタンク・ソフィアバンク代表[1]。
- 2001年 - 多摩大学大学院経営情報学研究科教授。
- 2003年 - 社会起業家フォーラム代表。
- 2008年 - 世界経済フォーラムグローバル・アジェンダ・カウンシルメンバー[1]。
- 2009年 - 社会起業大学名誉学長[3]。
- 2009年 - TEDメンバー[1]。
- 2011年 - 内閣官房参与[1][2]。
- 2013年 - 田坂塾塾長。
- 2019年 - 多摩大学定年退職[6]。
- 2019年 - 多摩大学名誉教授[7]。
- 2019年 - 多摩大学大学院経営情報学研究科特任教授。
- 2019年 - グロービス経営大学院大学特別顧問。
- 2019年 - グロービス経営大学院大学経営研究科特任教授。
- 2023年 - 学校法人21世紀アカデメイア理事長・学長。

## 著作

### 単著
- 『複雑系の経営』（東洋経済新報社, 1997年）
- 『仕事の思想』（PHP研究所, 1999年）
- 『こころのマネジメント』（東洋経済新報社, 1999年）
- 『知的プロフェッショナルへの戦略』　（講談社, 2002年）
- 『仕事の報酬とは何か』（PHP研究所, 2003年）
- 『なぜ、時間を生かせないのか』（PHP研究所, 2003年）
- 『これから知識社会で何が起こるのか』（東洋経済新報社, 2003年）
- 『これから働き方はどう変わるのか』（ダイヤモンド社, 2003年）
- 『企画力』（ダイヤモンド社, 2004年）
- 『営業力』（ダイヤモンド社, 2004年）
- 『未来を拓く君たちへ』（くもん出版, 2005年）
- 『人生の成功とは何か』（PHP研究所, 2005年）
- 『使える弁証法』（東洋経済新報社, 2005年）
- 『自分であり続けるために』（PHP研究所, 2005年）
- 『これから何が起こるのか』（PHP研究所, 2006年）
- 『プロフェッショナル進化論』（PHP研究所, 2007年）
- 『官邸から見た原発事故の真実－これから始まる真の危機－』（光文社, 2012年）
- 『人生で起こること すべて良きこと』（PHP研究所, 2015年）
- 『運気を磨く 心を浄化する三つの技法』（光文社, 2019年）
- 『死は存在しない～最先端量子科学が示す新たな仮説～』（光文社, 2022年）
- 『すべては導かれている～逆境を越え、人生を拓く五つの覚悟～』（PHP文庫, 2022年）
- 『能力を磨く AI時代に活躍する人材「3つの能力」』（PHP文庫, 2023年）

### 共著
- 『こころの生態系―日本と日本人、再生の条件』（田坂広志,河合隼雄,中沢新一,小林康夫共著,講談社＋α新書, 2000年）
- 『日本型IT革命 新たな戦略』（田坂広志, 石黒憲彦 共著, PHP研究所, 2000年）
- 『若きサムライたちへ』（PHP研究所, 2001年）

## 出演

### テレビ
- 過去の主なスタジオ出演番組
  - 2011年9月27日 NHK総合テレビ クローズアップ現代 『“コーチ”をつける社長たち』
  - 2012年9月13日 NHK総合テレビ クローズアップ現代 『どう叱る？ どうほめる？‐変わる社内コミュニケーション‐』
  - 2012年9月29日 テレビ朝日 朝まで生テレビ! 『激論！“原発ゼロ社会”の検証』
  - 2012年10月20日 テレビ朝日 朝まで生テレビ 『激論！瀬戸際の日本外交』
  - 2013年3月 8日 NHK名古屋放送局 特別番組 『忘れない 未来のために ‐東日本大震災から2年‐』
  - 2013年4月 1日 NHK総合テレビ クローズアップ現代 『ガバメント2.0 市民の英知が社会を変える』
  - 2013年5月23日 NHK教育テレビ オトナへのトビラTV 『“社会起業家”って何？』
  - 2013年6月21日 NHK大坂放送局 かんさい熱視線 『揺れる原子力規制委 -“安全への判断”は貫けるのか‐』
  - 2013年7月30日 BS朝日 午後のニュースルーム - 福島原発の汚染水海洋流出
  - 2014年2月29日 テレビ朝日 朝まで生テレビ 『激論！福島復興と原発再稼動』